# 巴基夫齊 (沃倫州)
50°35′32″N 25°16′1″E / 50.59222°N 25.26694°E
巴基夫齊（羅馬化：Bakivtsi）是烏克蘭的村落，位於該國西部沃倫州，由盧茨克區負責管轄，始建於1545年，面積1.53平方公里，海拔高度196米，2001年人口361，人口密度每平方公里235.95人。